# NGC 5545
NGC 5545 est une galaxie spirale située dans la constellation du Bouvier. NGC 5545 a été découverte par l'astronome britannique John Herschel en 1827.

## Description
Sa vitesse par rapport au fond diffus cosmologique est de 3 249 ± 14 km/s, ce qui correspond à une distance de Hubble de 47,9 ± 3,4 Mpc (∼156 millions d'al).
La classe de luminosité de NGC 5545 est II-III et elle présente une large raie HI.
Le couple de galaxies en interaction gravitationnelle constitué de NGC 5544 et de NGC 5545 figure dans l'atlas des galaxies particulières de Halton Arp sous la cote Arp 117. Arp mentionne que les bras de la galaxie spirale (NGC 5545) sont perturbés.
À ce jour, quatre mesures non basées sur le décalage vers le rouge (redshift) donnent une distance de 43,375 ± 8,637 Mpc (∼141 millions d'al), ce qui est à l'intérieur des valeurs de la distance de Hubble.

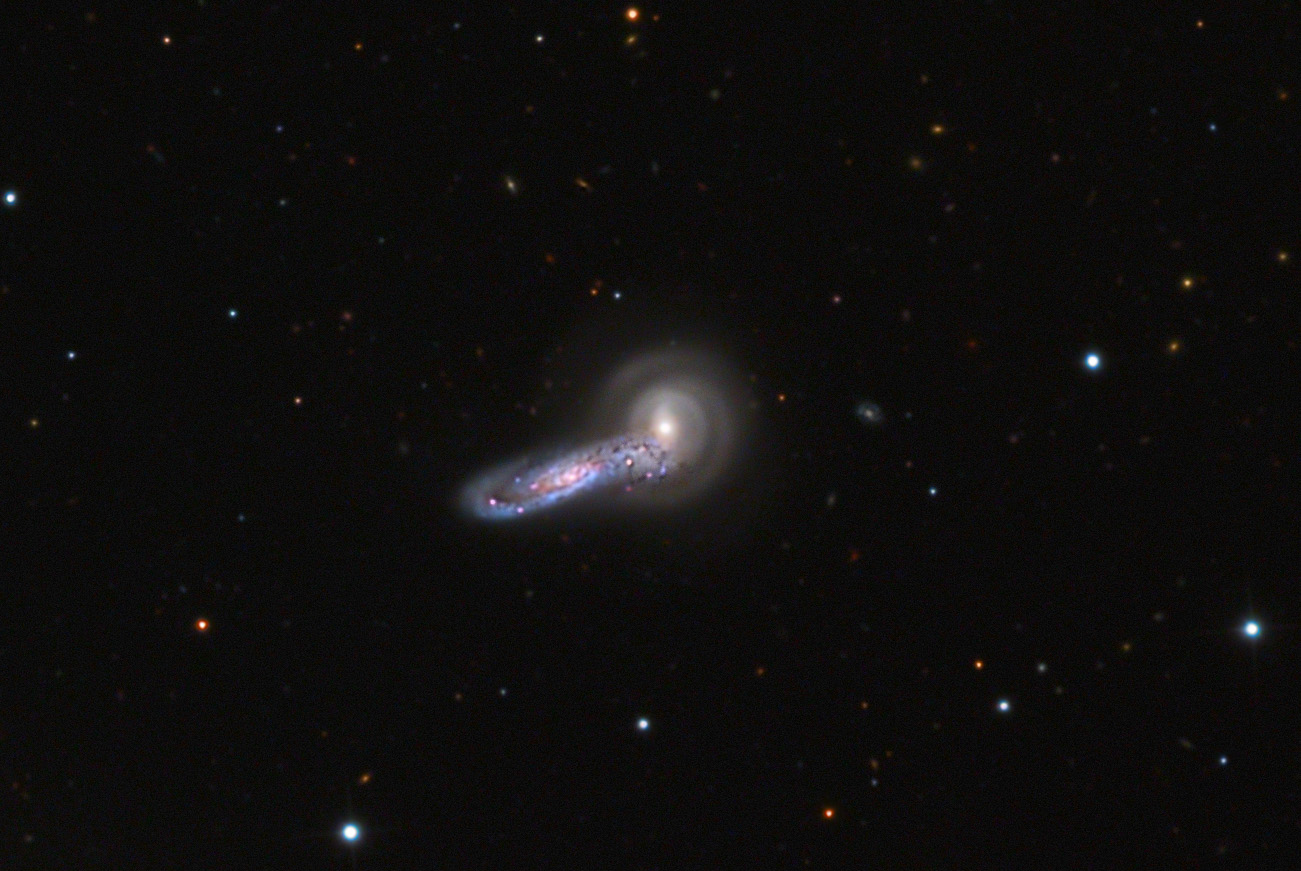
NGC 5545 et NGC 5545 par Adam Block (Observatoire du mont Lemmon/Université de l'Arizona).

## Groupe de NGC 5557
Selon Abraham Mahtessian, NGC 5545 fait partie du groupe de NGC 5557, la galaxie la plus brillante de ce groupe. Ce groupe de galaxies compte au moins sept membres. Les six autres galaxies du groupe sont NGC 5529, NGC 5544, NGC 5557, NGC 5589, NGC 5590 et NGC 5596.
A. M. Garcia mentionne aussi ce groupe, mais la galaxie NGC 5529 ne figure pas dans sa liste alors que les six autres y sont.